# Yamawaki Tōyō

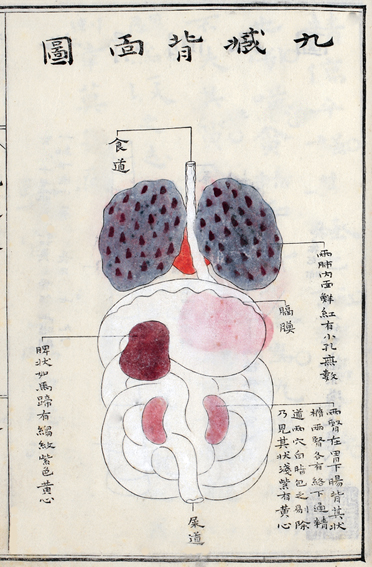
Rückansicht der von Yamawaki identifizierten "Neun Organe" (Yamawaki Tōyō: Zōshi)

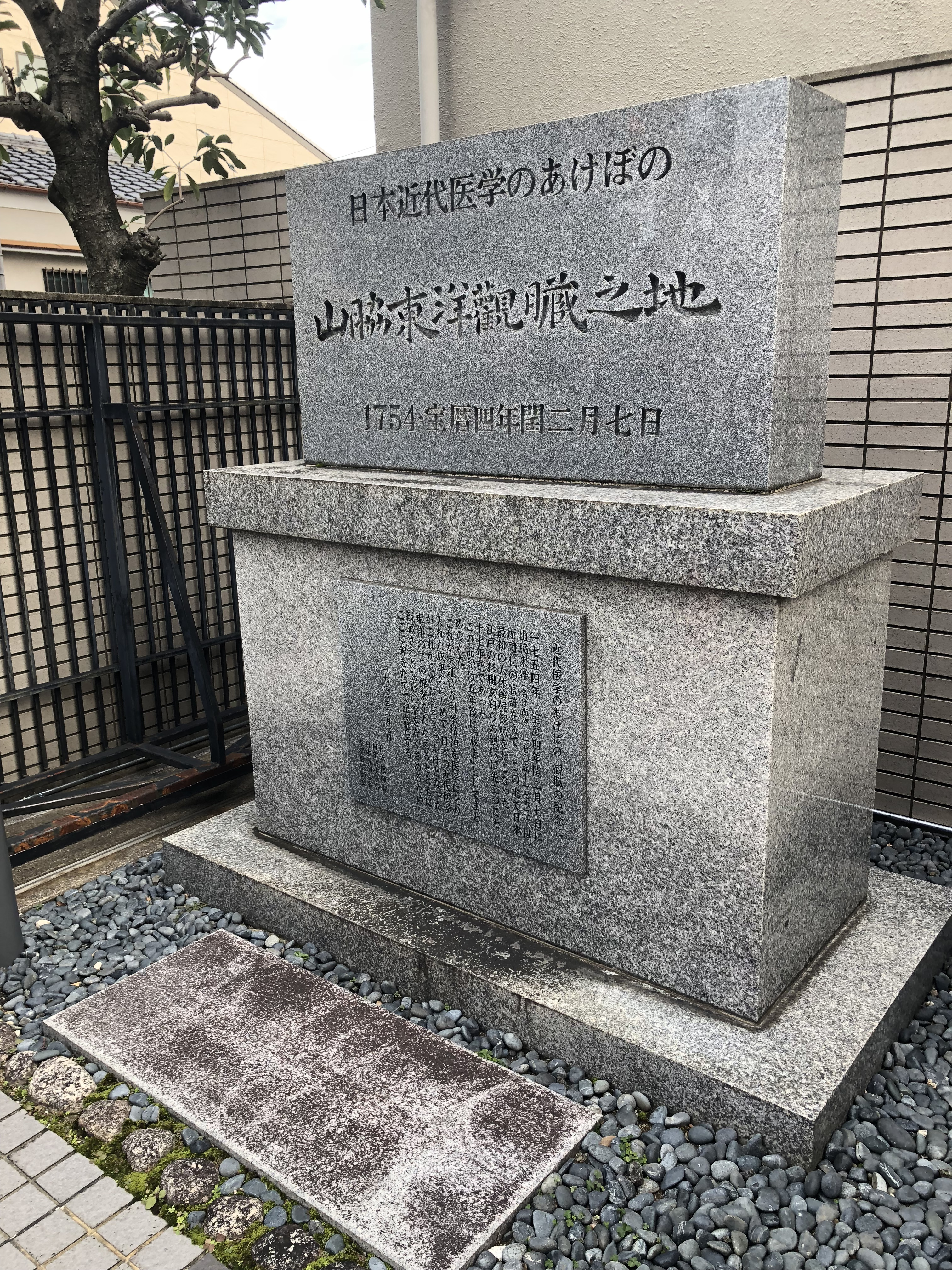
Gedenkstein an der Stelle, an der Yamawaki seine Sektion vornahm

Yamawaki Tōyō (japanisch 山脇 東洋; * 1. Februar 1706 in Kameyama, (Provinz Tamba, Japan); † 25. September 1762 Kyōto) war ein japanischer Arzt, der erstmals in der Geschichte des Landes aufgrund eigener, ab 1754 vorgenommener Sektionen menschlicher Leichen ein fortschrittliches anatomisches Werk über Eingeweide schuf, womit er ein nachhaltiges Interesse an anatomischen Studien auslöste.

## Leben
Yamawaki Tōyō wurde als erster Sohn des Arztes Shimizu Ritsuan in Kameyama (Provinz Tamba) geboren. Sein Vater hatte seine medizinische Ausbildung bei dem Kyotoer Hofarzt Yamawaki Genshū (山脇 玄脩) erhalten, der den vielversprechenden Tōyō im Jahre 1726 adoptierte. Als er im folgenden Jahr starb, übernahm dieser das Amt seines Adoptivvaters und setzte als Oberhaupt die ärztliche Tradition der Familie Yamawaki fort. 1729 erhielt er den zweithöchsten Rang (hōgen, auch hōin) für Ärzte am Hofe des Tennō. Die Medizin der Ärztedynastie Yamawaki wurzelte in den Lehren von Manase Gensaku (曲直瀬 玄朔), einem der Köpfe der einst von Tashiro Sanki begründeten „Schule der Praxis des späteren Zeitalters“ (Gosei-ha 後世派), die ihren Schwerpunkt in komplexen theoretischen Konzepten hatte. Tōyō ließ sich zudem von dem seinerzeit bereits betagten Gotō Konzan (1659–17133) ausbilden, der als Pionier der „Schule der alten Praxis“ (kohōha 古方派) den Nutzen des alten klinischen Textes Shanghan-lun (jap. Shōkan-ron) und die Bedeutung von Beobachtung und Erfahrung propagierte. Mit dieser Verknüpfung des Studiums praxisorientierter Texte und Beobachtung zählt er zu den Vertretern einer traditionellen chinesischen Medizin, die eine Anpassung an die Bedingungen Japans versuchten und der Lage ihrer Patienten große Aufmerksamkeit schenkten. Die von Yamawaki im Jahre 1747 publizierte Neuausgabe der von Wáng Tāo im 8. Jahrhundert kompilierten Rezepte-Sammlung Wài tái mìyào (外台秘要) unterstreicht seine Flexibilität.
Dem in der klassischen Fachliteratur bewanderten Yamawaki war nicht entgangen, dass es allerlei Differenzen in den chinesischen Vorstellungen von Körper, Krankheit und Therapie gab. So spricht das Zhouli (Riten der Zhou) von neun Organen, während eine große Zahl späterer Autoren auf elf Organe kam. Nach langen Gesprächen mit dem verehrten Lehrer Gotō entschloss man sich, einen Flussotter zu sezieren, was aber keinerlei Anhaltspunkte erbrachte. 1754 ersuchte er deshalb den Vertreter des Shōgun in Kyōto um die Erlaubnis, am Richtplatz Rokkakugokusha den Leichnam eines Hingerichteten sezieren zu dürfen. Dies wurde ihm gewährt. Die Sektion musste aber innerhalb eines Tages abgeschlossen sein. Das Zerlegen des Körpers (ohne Kopf) wurde den Anweisungen Yamawakis folgend von einem Schlachter durchgeführt. Yamawakis Schüler Asano Masaei (浅沼佐盈) fertigte Zeichnungen an, die später überarbeitet wurden. Erstmals hatte ein Vertreter der traditionellen Medizin den Körper als Objekt der Erkenntnisgewinnung genutzt.
Unter zeitlichem Druck und ohne jegliche anatomische Erfahrung kam Yamawaki auf neun Organe, was für die Angaben des Zhouli sprach. 1759 publizierte Yamawaki seine Befunde zusammen mit farbigen Illustrationen in einem „Buch der Organe“ (Zōshi 蔵志). Die fünf Abbildungen waren grob und standen deutlich unter dem Einfluss der ikonographischen Tradition chinesischer Bilder. Auch waren Yamawakis Befunde schon zum Zeitpunkt ihrer Veröffentlichung überholt. Doch dass ein renommierter traditioneller Mediziner sich zu einer Sektion entschloss und diese mit behördlicher Genehmigung durchführen und gar publizieren konnte, löste einen Aufschwung in der Erkundung der „Inneren Landschaften“ (naikei) des Körpers aus – sowohl unter Anhängern der westlichen Medizin als auch unter aufgeschlossenen Vertretern der „Schule der alten Praxis“.
Unter Yamawakis Schülern ragt sein Adoptivsohn Tōmon (山脇 東門) heraus sowie Nagatomi Dokushōan (永富 独嘯庵), der westliche Konzepte und Therapien mit einheimischen Traditionen zu verschmelzen suchte.